# Représentations diplomatiques de Cuba

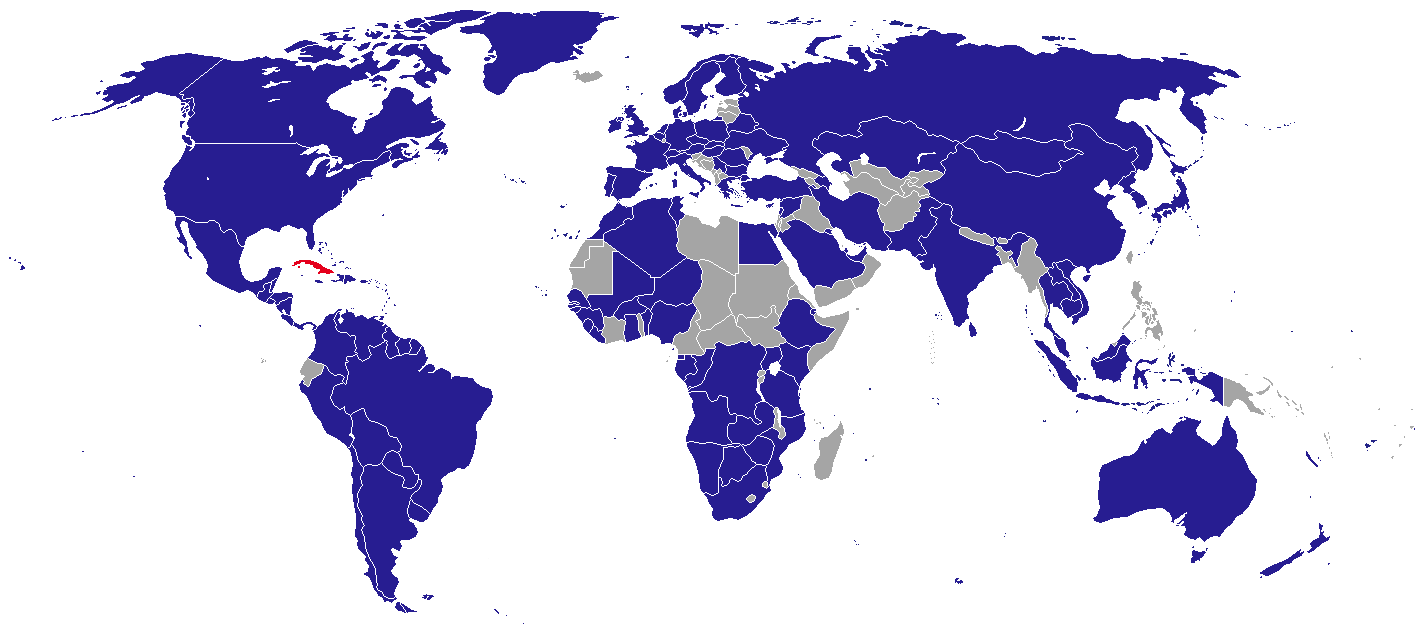
Carte des représentations diplomatiques cubaines.

Ceci est une liste des représentations diplomatiques de la république de Cuba, à l'exclusion des consulats honoraires. Cuba a une présence diplomatique mondiale étendue et est le deuxième pays d'Amérique latine avec le plus grand nombre de missions diplomatiques après le Brésil.

## Afrique
- Afrique du Sud
  - Pretoria (ambassade)
- Algérie
  - Alger (ambassade)
- Angola
  - Luanda (ambassade)
- Bénin
  - Cotonou (ambassade)
- Botswana
  - Gaborone (ambassade)
- Burkina Faso
  - Ouagadougou (ambassade)
- Cap-Vert
  - Praia (ambassade)
- Djibouti
  - Djibouti (ambassade)
- Égypte
  - Le Caire (ambassade)
- Éthiopie
  - Addis-Abeba (ambassade)
- Gabon
  - Libreville (ambassade)
- Gambie
  - Banjul (ambassade)
- Ghana
  - Accra (ambassade)
- Guinée
  - Conakry (ambassade)
- Guinée-Bissau
  - Bissau (ambassade)
- Guinée équatoriale
  - Malabo (ambassade)
- Kenya
  - Nairobi (ambassade)
- Liberia
  - Monrovia (ambassade)
- Mali
  - Bamako (ambassade)
- Maroc
  - Rabat (ambassade)
- Mozambique
  - Maputo (ambassade)
- Namibie
  - Windhoek (ambassade)
- Niger
  - Niamey (ambassade)
- Nigeria
  - Abuja (ambassade)
- Ouganda
  - Kampala (ambassade)
- République démocratique du Congo
  - Kinshasa (ambassade)
- République du Congo
  - Brazzaville (ambassade)
- Sénégal
  - Dakar (ambassade)
- Seychelles
  - Victoria (ambassade)
- Sierra Leone
  - Freetown (ambassade)
- Tanzanie
  - Dar es Salaam (ambassade)
- Tunisie
  - Tunis (ambassade)
- Zambie
  - Lusaka (ambassade)
- Zimbabwe
  - Harare (ambassade)

## Amérique
- Antigua-et-Barbuda
  - Saint John's (ambassade)
- Argentine
  - Buenos Aires (ambassade)
- Bahamas
  - Nassau (ambassade)
- Barbade
  - Bridgetown (ambassade)
- Belize
  - Belize (ambassade)
- Bolivie
  - La Paz (ambassade)
  - Santa Cruz de la Sierra (consulat général)
- Brésil
  - Brasilia (ambassade)
  - São Paulo (consulat général)
- Canada
  - Ottawa (ambassade)
  - Montréal (consulat général)
  - Toronto (consulat général)
- Chili
  - Santiago (ambassade)
- Colombie
  - Bogota (ambassade)
- Costa Rica
  - San José (ambassade)
- Dominique
  - Roseau (ambassade)
- Équateur
  - Quito (ambassade)
- États-Unis
  - Washington (ambassade (en))
- Grenade
  - Saint-Georges (ambassade)
- Guatemala
  - Guatemala (ambassade)
- Guyana
  - Georgetown (ambassade)
- Haïti
  - Port-au-Prince (ambassade)
- Honduras
  - Tegucigalpa (ambassade)
- Jamaïque
  - Kingston (ambassade)
- Mexique
  - Mexico (ambassade)
  - Cancún (consulat général)
  - Mérida (consulat général)
  - Monterrey (consulat général)
  - Veracruz (consulat général)
- Nicaragua
  - Managua (ambassade)
- Panama
  - Panama (ambassade)
- Paraguay
  - Asuncion (ambassade)
- Pérou
  - Lima (ambassade)
- République dominicaine
  - Saint-Domingue (ambassade)
- Saint-Christophe-et-Niévès
  - Basseterre (ambassade)
- Saint-Vincent-et-les-Grenadines
  - Kingstown (ambassade)
- Sainte-Lucie
  - Castries (ambassade)
- Salvador
  - San Salvador (ambassade)
- Suriname
  - Paramaribo (ambassade)
- Trinité-et-Tobago
  - Port-d'Espagne (ambassade)
- Uruguay
  - Montevideo (ambassade)
- Venezuela
  - Caracas (ambassade)
  - Valencia (consulat général)

## Asie
- Arabie saoudite
  - Ryad (ambassade)
- Azerbaïdjan
  - Bakou (ambassade)
- Cambodge
  - Phnom Penh (ambassade)
- Chine
  - Pékin (ambassade)
  - Canton (consulat général)
  - Shanghai (consulat général)
- Corée du Nord
  - Pyongyang (ambassade)
- Corée du Sud
  - Séoul (ambassade)
- Émirats arabes unis
  - Abou Dabi (ambassade)
- Inde
  - New Delhi (ambassade)
- Indonésie
  - Jakarta (ambassade)
- Iran
  - Téhéran (ambassade)
- Japon
  - Tokyo (ambassade)
- Kazakhstan
  - Nur-Sultan (ambassade)
- Koweït
  - Koweït (ambassade)
- Laos
  - Vientiane (ambassade)
- Liban
  - Beyrouth (ambassade)
- Malaisie
  - Kuala Lumpur (ambassade)
- Mongolie
  - Oulan-Bator (ambassade)
- Pakistan
  - Islamabad (ambassade)
- Qatar
  - Doha (ambassade)
- Singapour
  - Singapour (ambassade)
- Sri Lanka
  - Colombo (ambassade)
- Syrie
  - Damas (ambassade)
- Thaïlande
  - Bangkok (ambassade)
- Timor oriental
  - Dili (ambassade)
- Turquie
  - Ankara (ambassade)
  - Istanbul (consulat général)
- Vietnam
  - Hanoï (ambassade)
  - Hô-Chi-Minh-Ville (consulat général)

## Europe
- Allemagne
  - Berlin (ambassade)
  - Bonn (bureau)
- Autriche
  - Vienne (ambassade)
- Belgique
  - Bruxelles (ambassade)
- Biélorussie
  - Minsk (ambassade)
- Bulgarie
  - Sofia (ambassade)
- Chypre
  - Nicosie (ambassade)
- Danemark
  - Copenhague (ambassade)
- Espagne
  - Madrid (ambassade)
  - Barcelone (consulat général)
  - Las Palmas de Grande Canarie (consulat général)
  - Saint-Jacques-de-Compostelle (consulat général)
  - Séville (consulat général)
- Finlande
  - Helsinki (ambassade)
- France
  - Paris (ambassade)
- Grèce
  - Athènes (ambassade)
- Hongrie
  - Budapest (ambassade)
- Irlande
  - Dublin (ambassade)
- Italie
  - Rome (ambassade)
  - Milan (consulat général)
- Norvège
  - Oslo (ambassade)
- Pays-Bas
  - La Haye (ambassade)
  - Rotterdam (consulat général)
- Pologne
  - Varsovie (ambassade)
- Portugal
  - Lisbonne (ambassade)
- République tchèque
  - Prague (ambassade)
- Roumanie
  - Bucarest (ambassade)
- Royaume-Uni
  - Londres (ambassade (en))
- Russie
  - Moscou (ambassade)
  - Saint-Pétersbourg (consulat général)
- Serbie
  - Belgrade (ambassade)
- Slovaquie
  - Bratislava (ambassade)
- Suède
  - Stockholm (ambassade)
- Suisse
  - Berne (ambassade)
- Ukraine
  - Kiev (ambassade)
- Vatican
  - Rome (ambassade)[note 1]

## Océanie
- Australie
  - Canberra (ambassade)
  - Sydney (consulat général)
- Fidji
  - Suva (ambassade)
- Kiribati
  - Tarawa-Sud (ambassade)
- Nouvelle-Zélande
  - Wellington (ambassade)

## Organisations internationales
- Addis-Abeba (observateur permanent auprès de l'Union africaine)
- Bruxelles (mission auprès de l'Union européenne)
- Genève (mission permanente auprès des Nations unies et d'autres organisations internationales)
- Montevideo (mission permanente auprès de l'ALADI)
- Nairobi (mission permanente auprès des Nations unies et d'autres organisations internationales)
- New York (mission permanente auprès des Nations unies)
- Paris (mission permanente auprès de l'UNESCO)
- Vienne (mission permanente auprès des Nations unies)

## Galerie

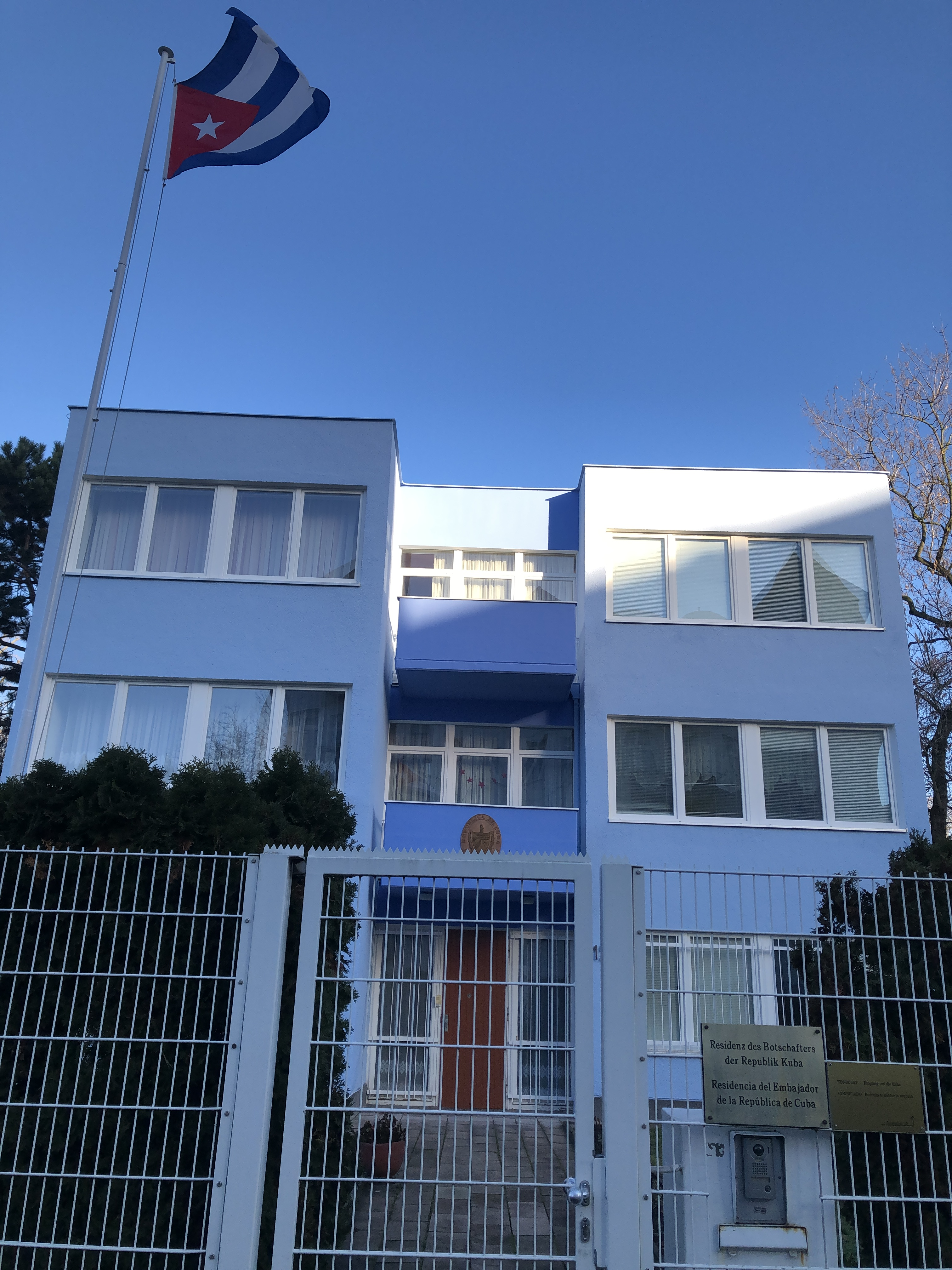
Ambassade à Berlin.
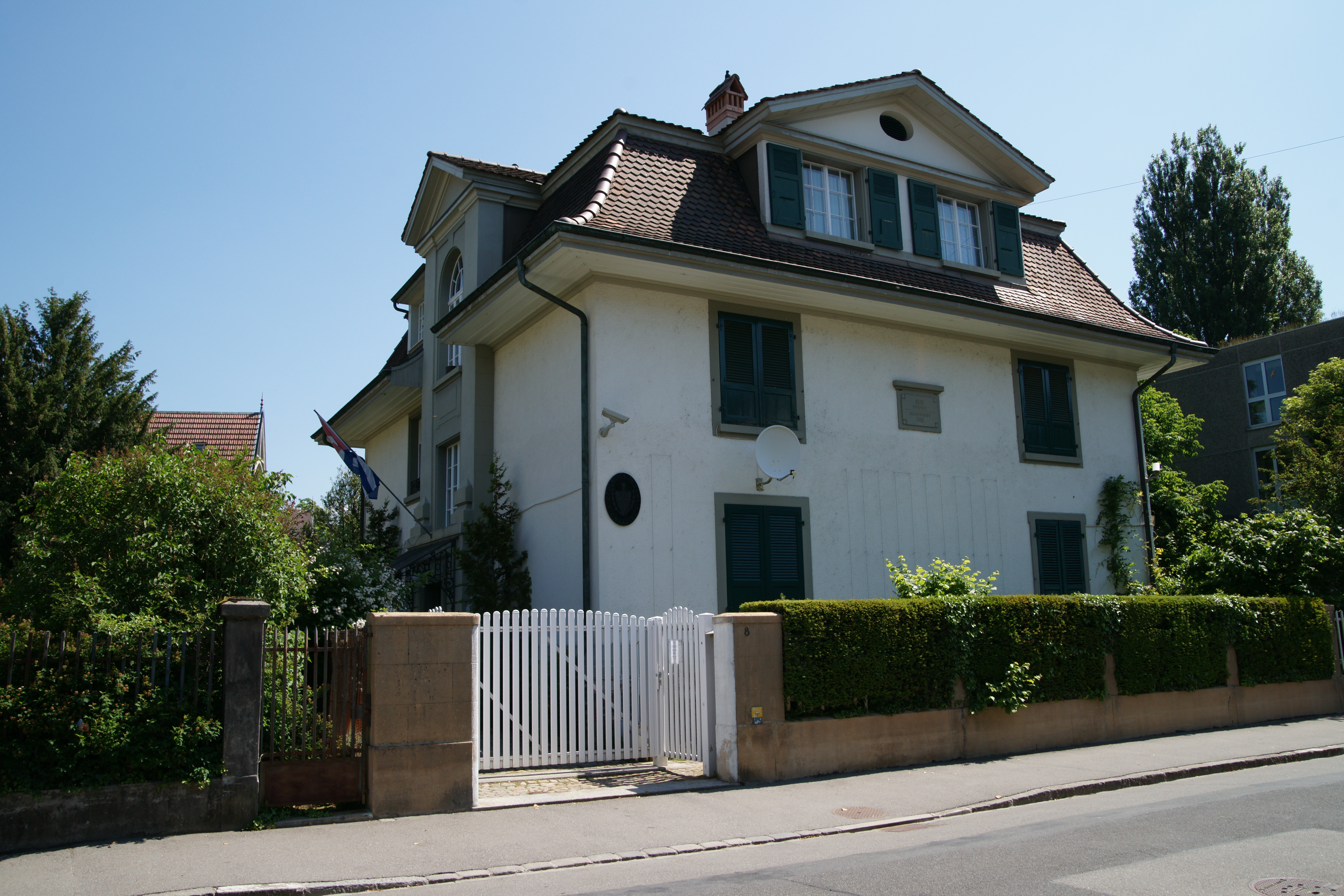
Ambassade à Berne.
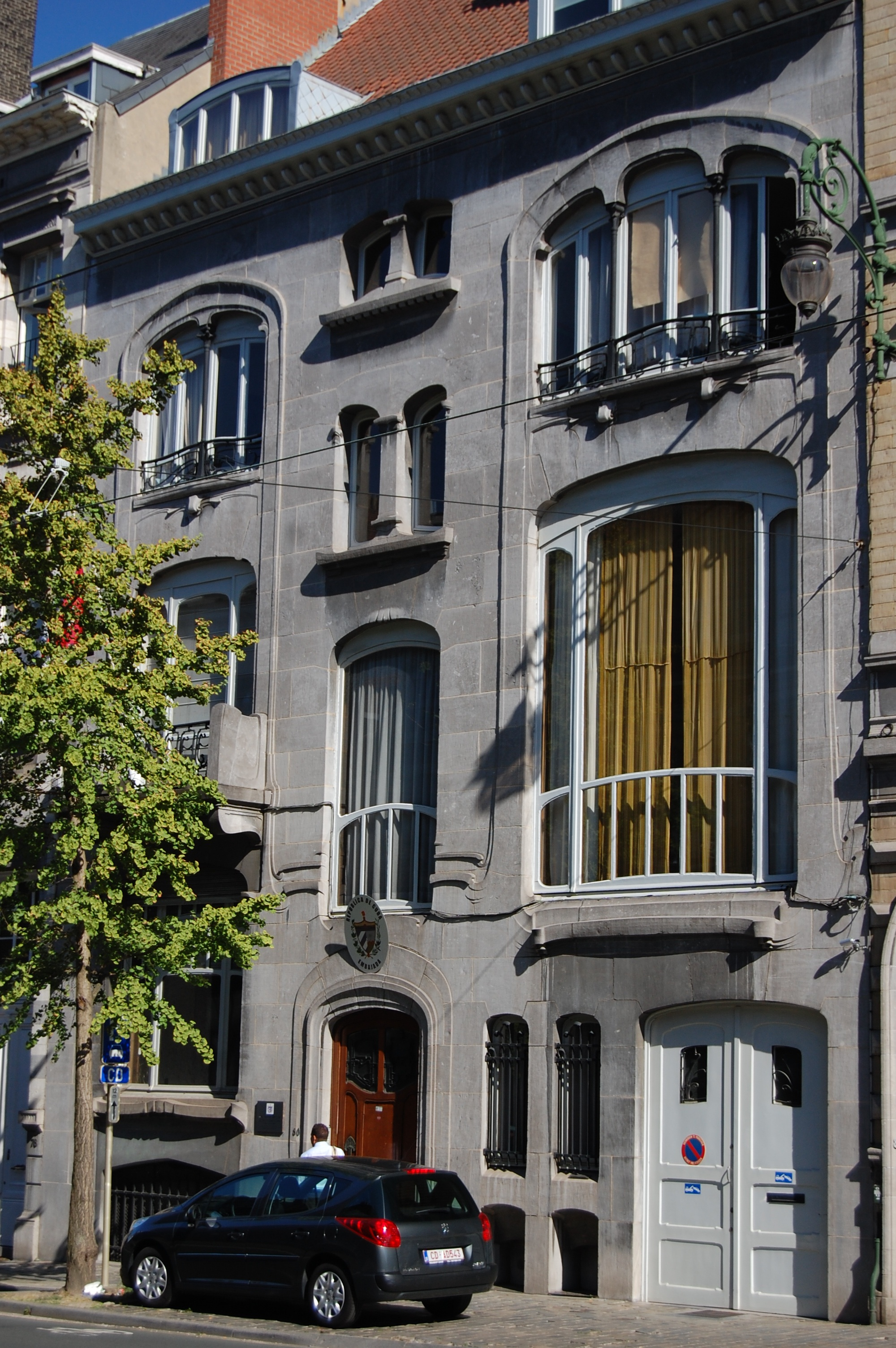
Ambassade à Bruxelles.
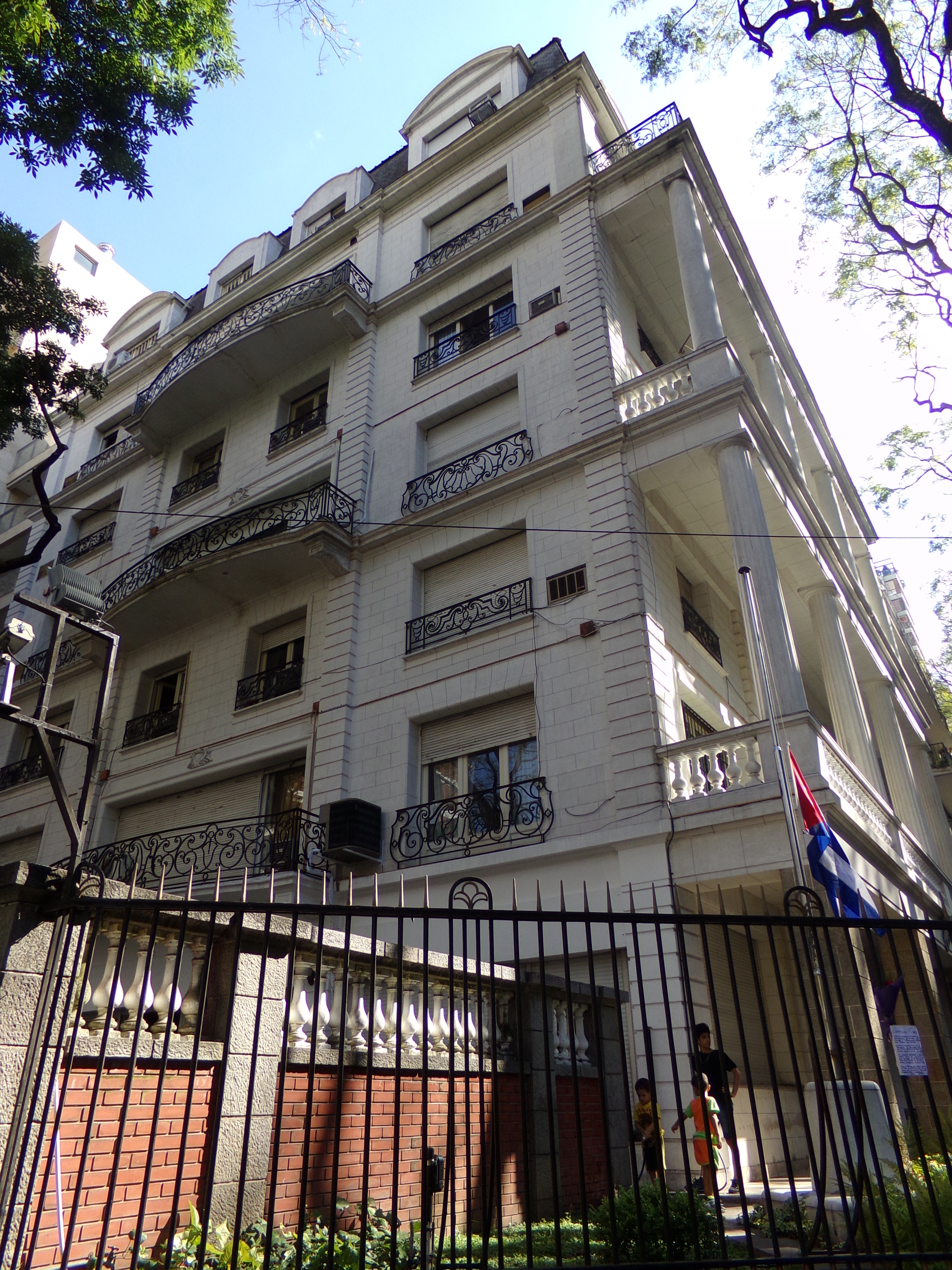
Ambassade à Buenos Aires.
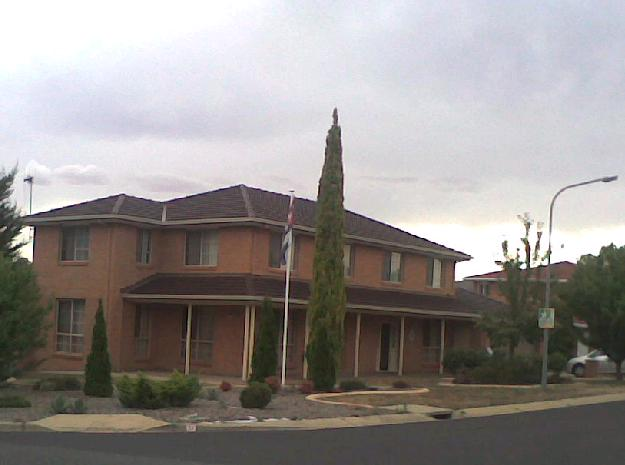
Ambassade à Canberra.
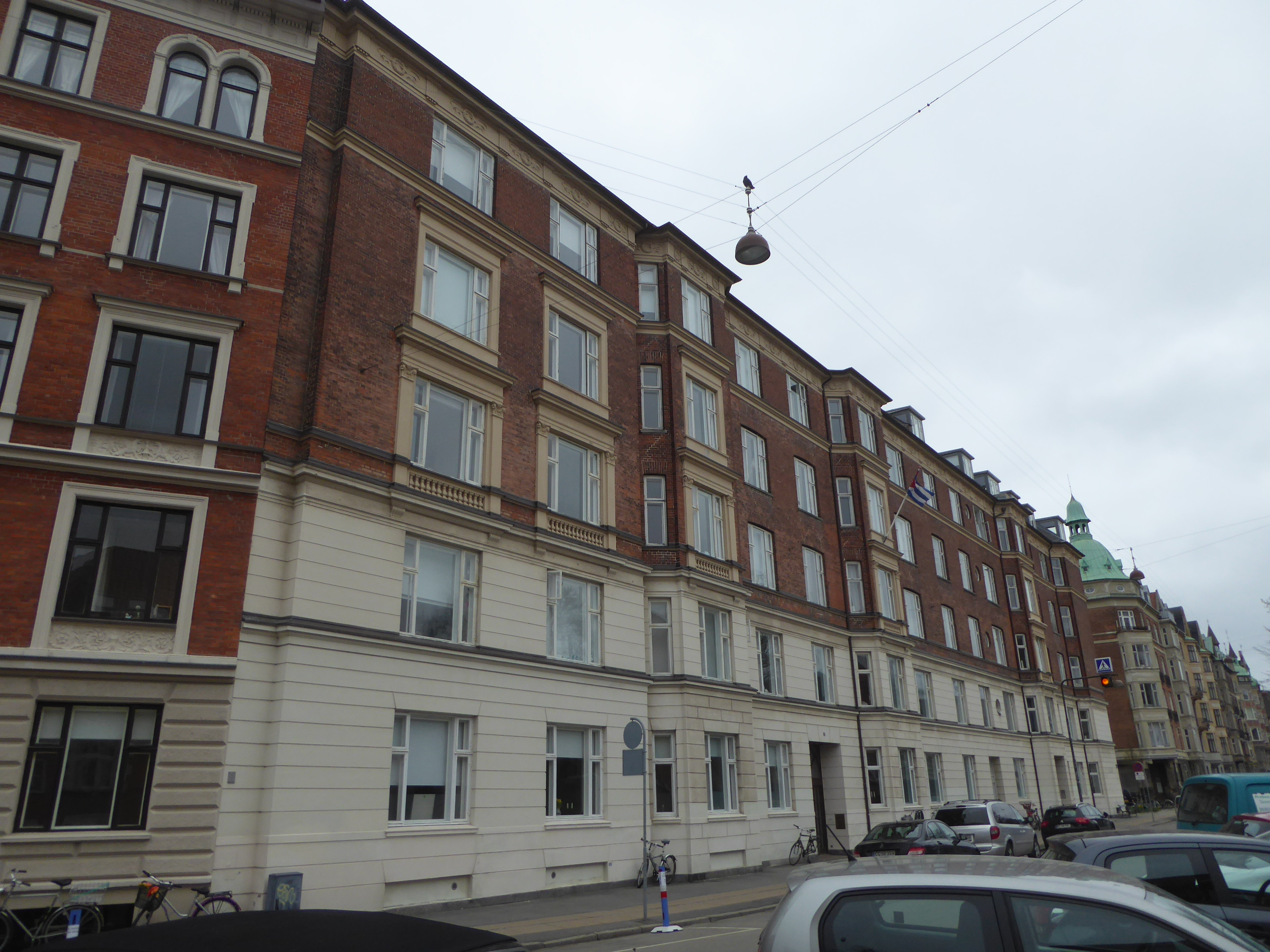
Ambassade à Copenhague.
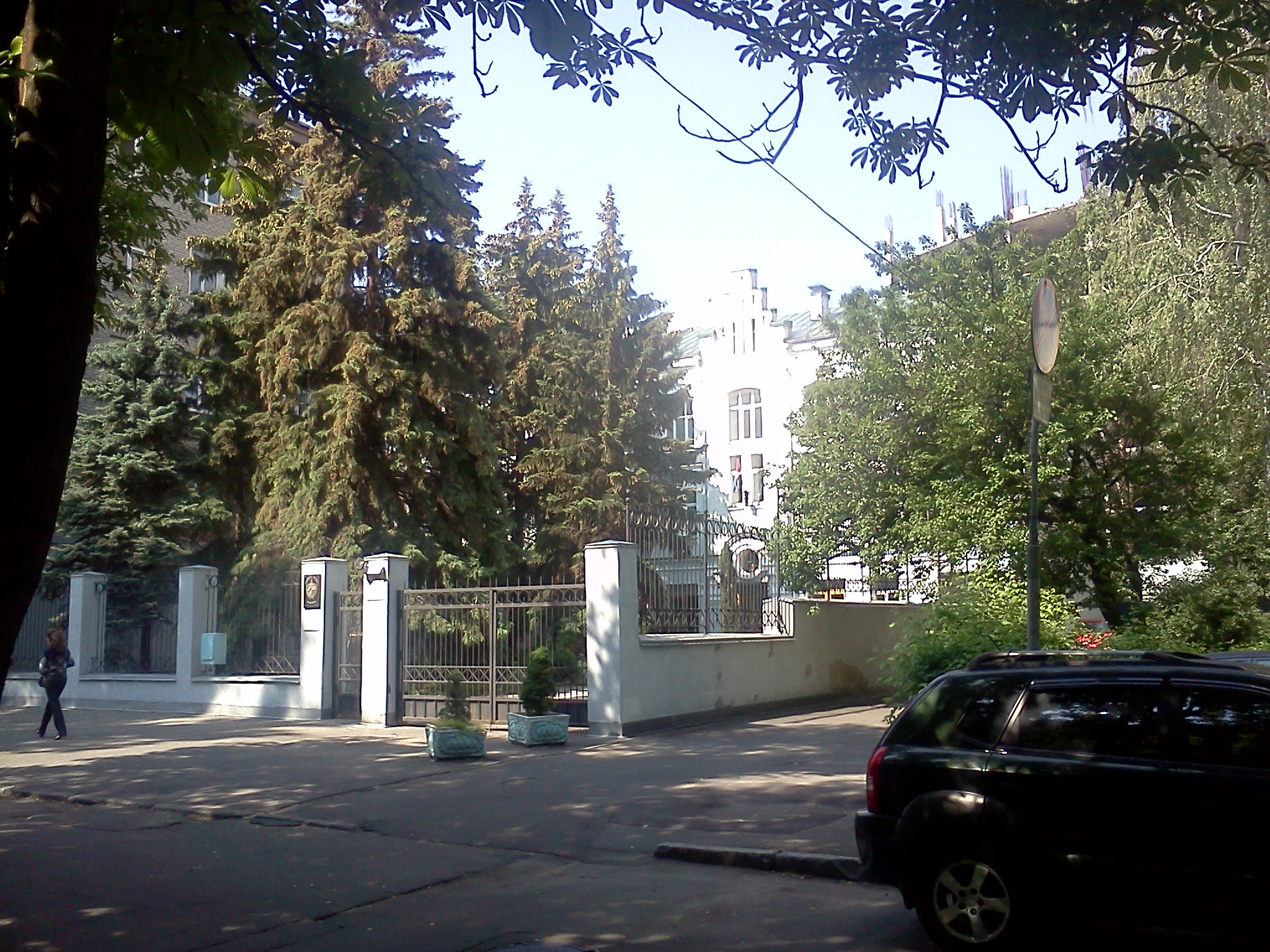
Ambassade à Kiev.
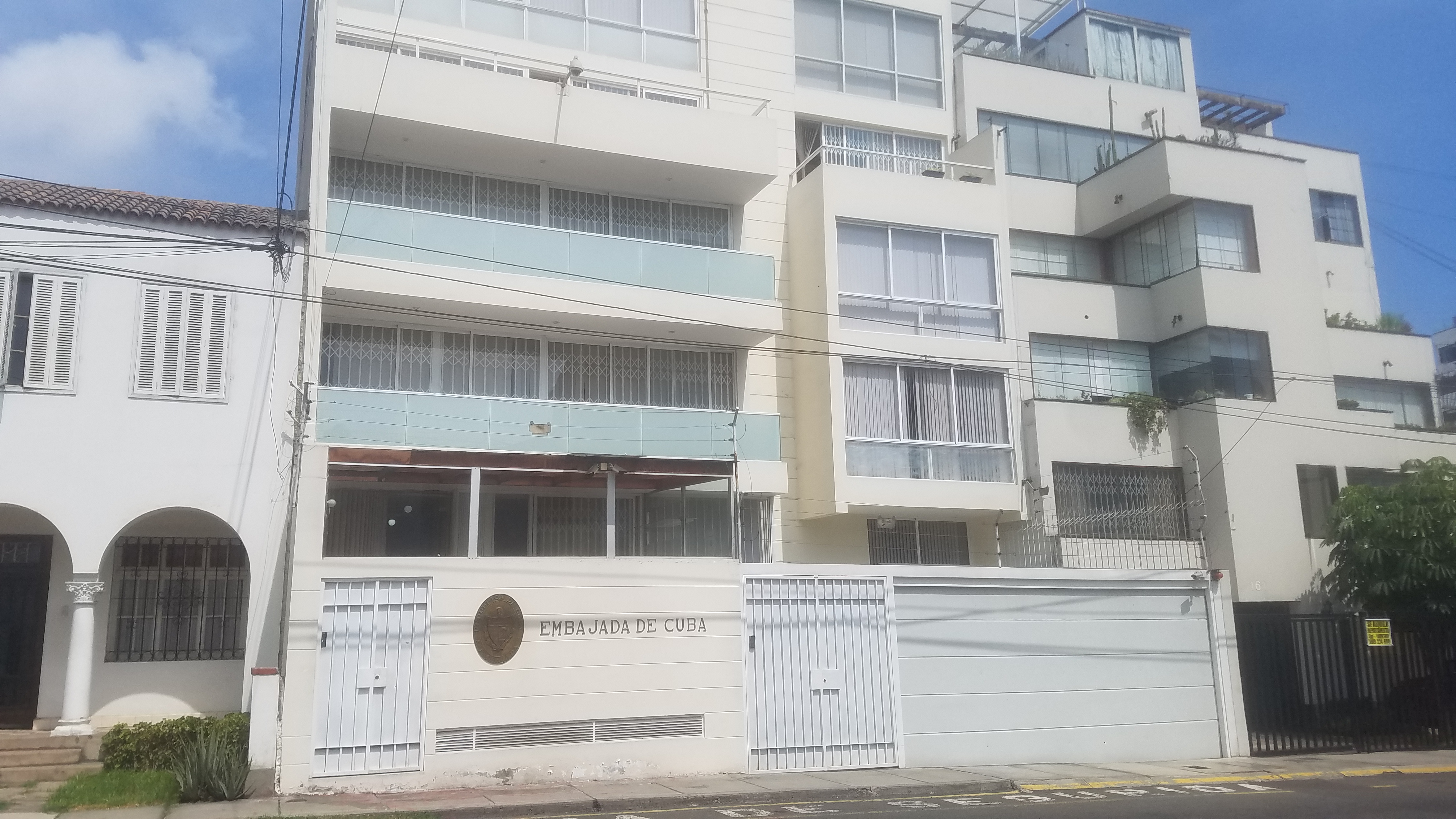
Ambassade à Lima.
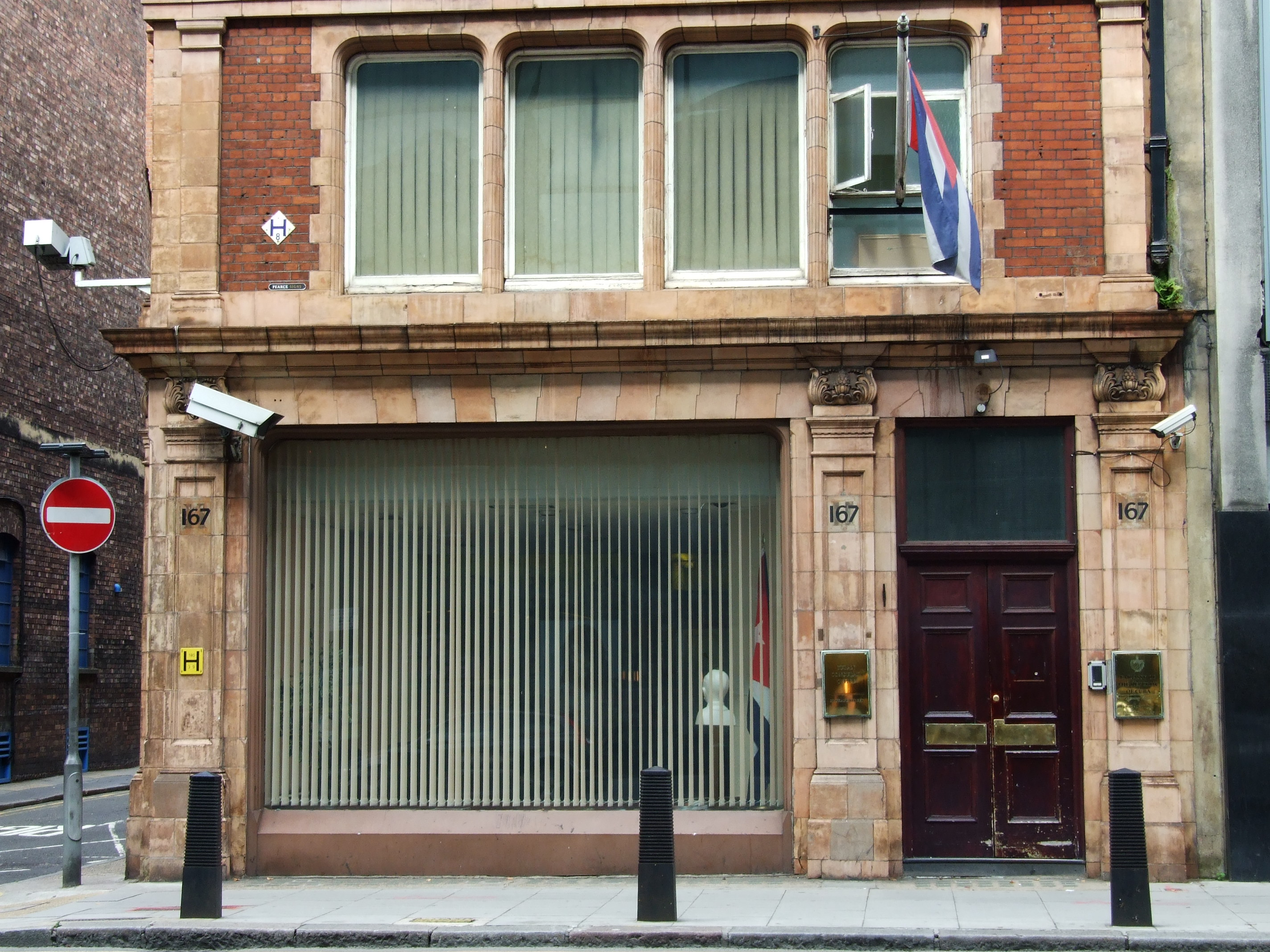
Ambassade à Londres.
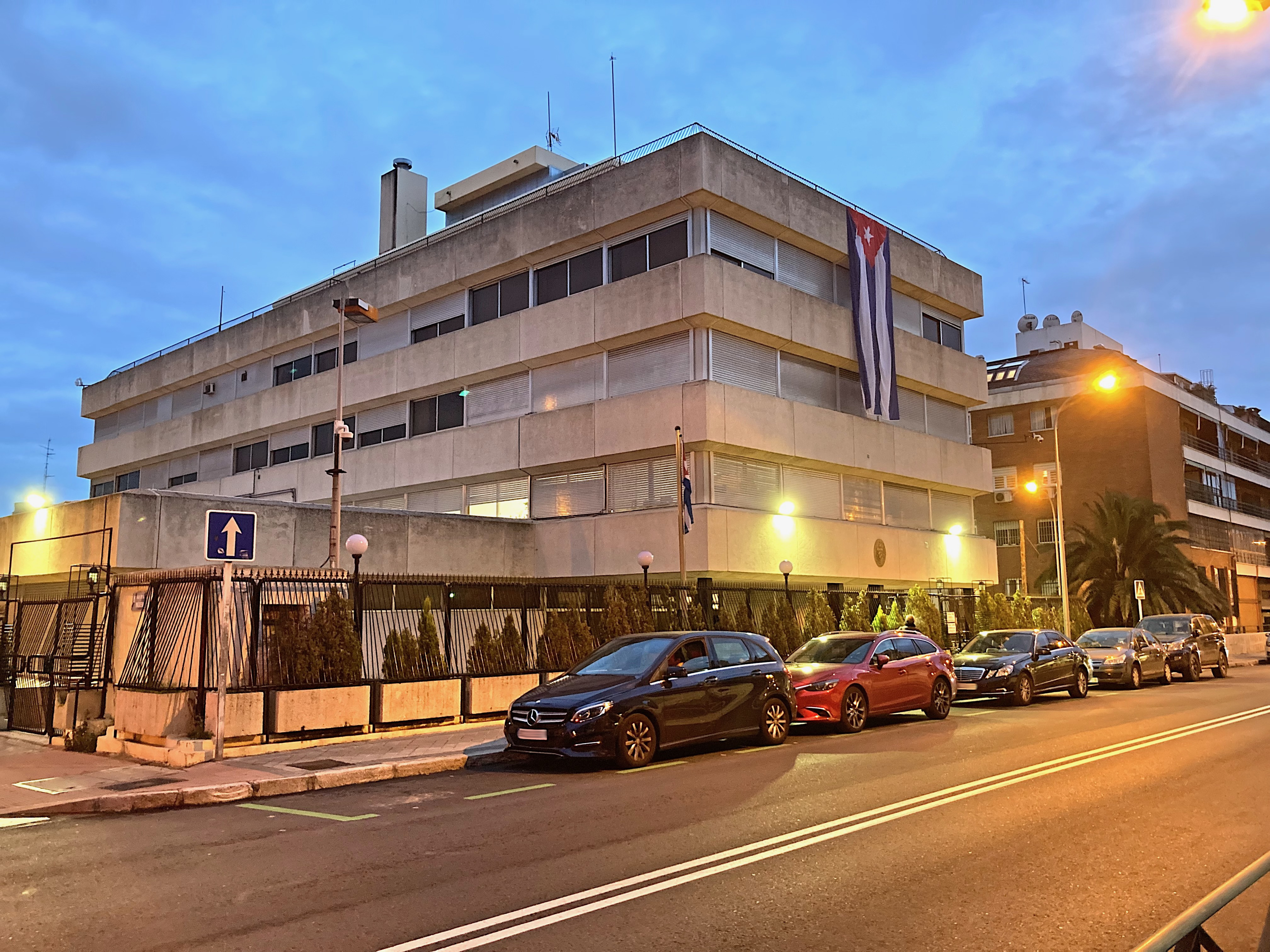
Ambassade à Madrid.
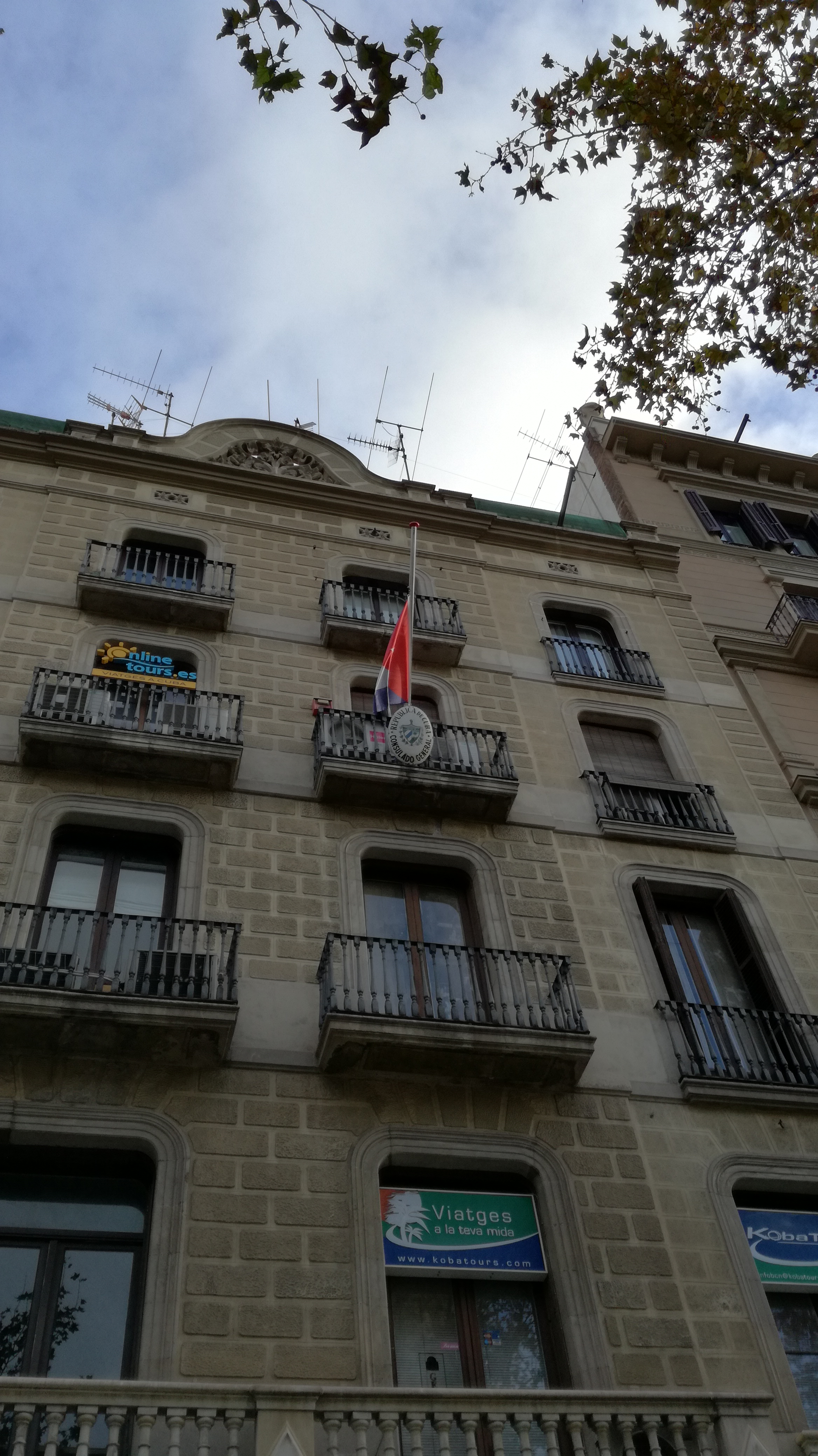
Consulat général à Barcelone.
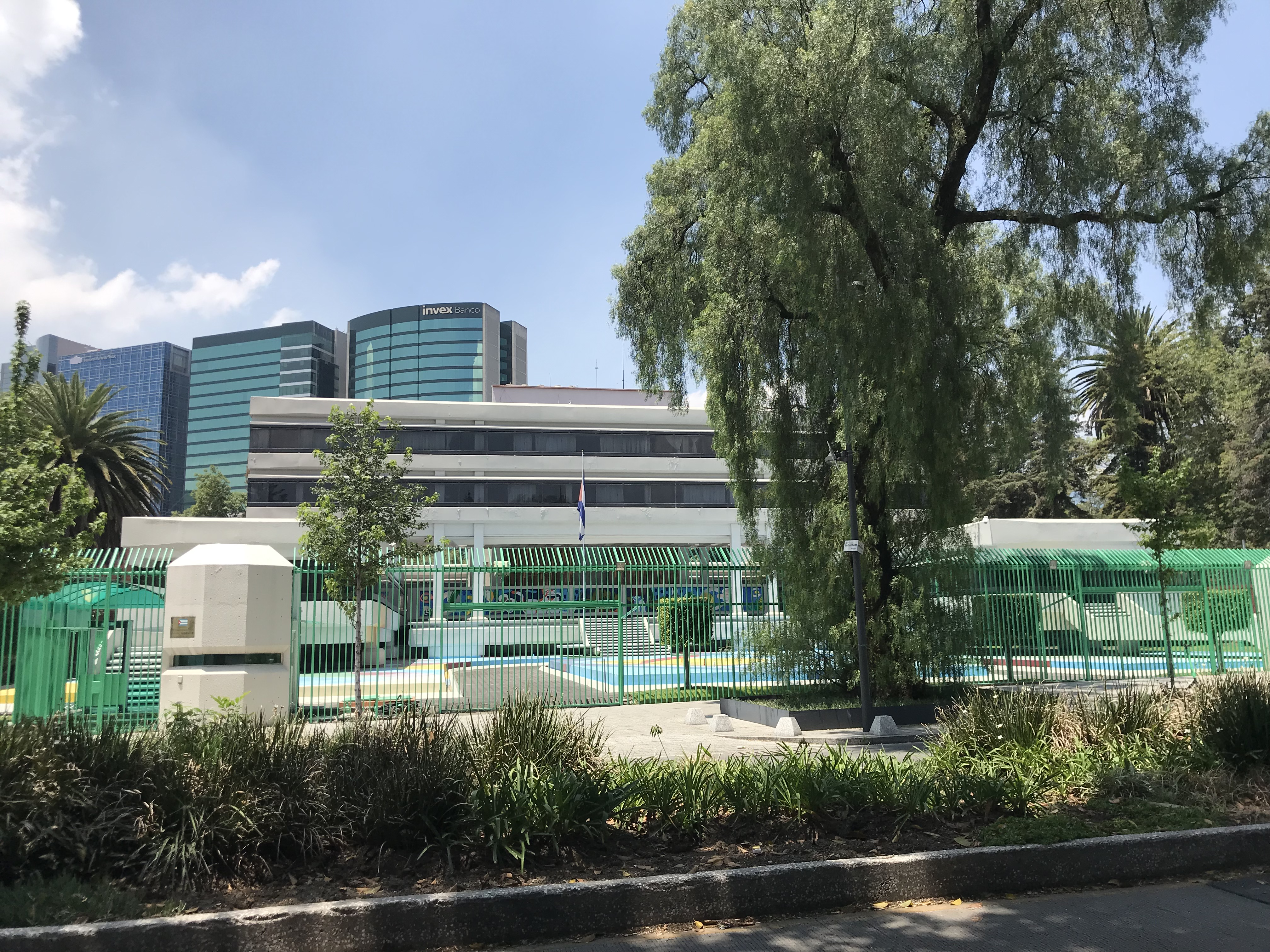
Ambassade à Mexico.
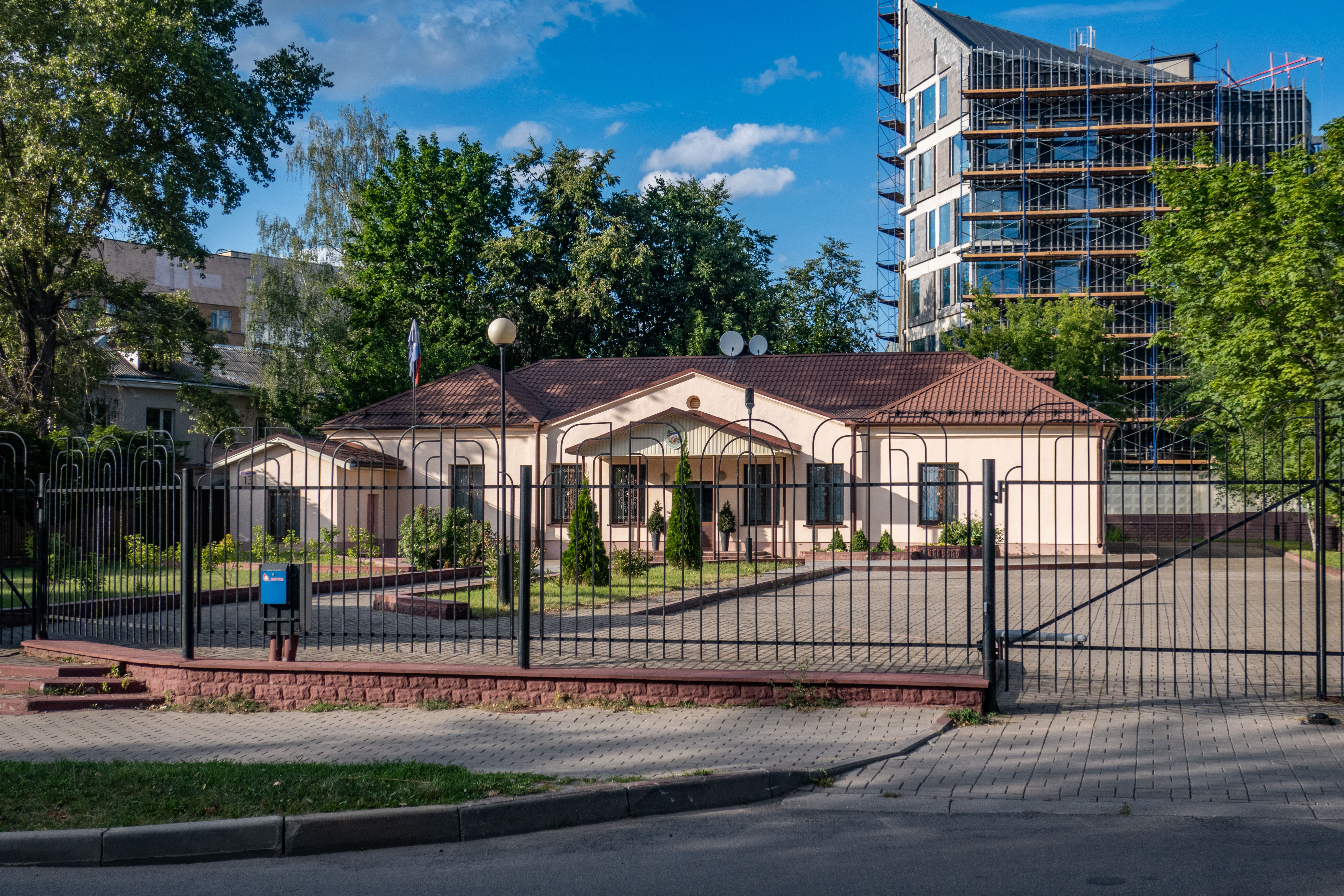
Ambassade à Minsk.
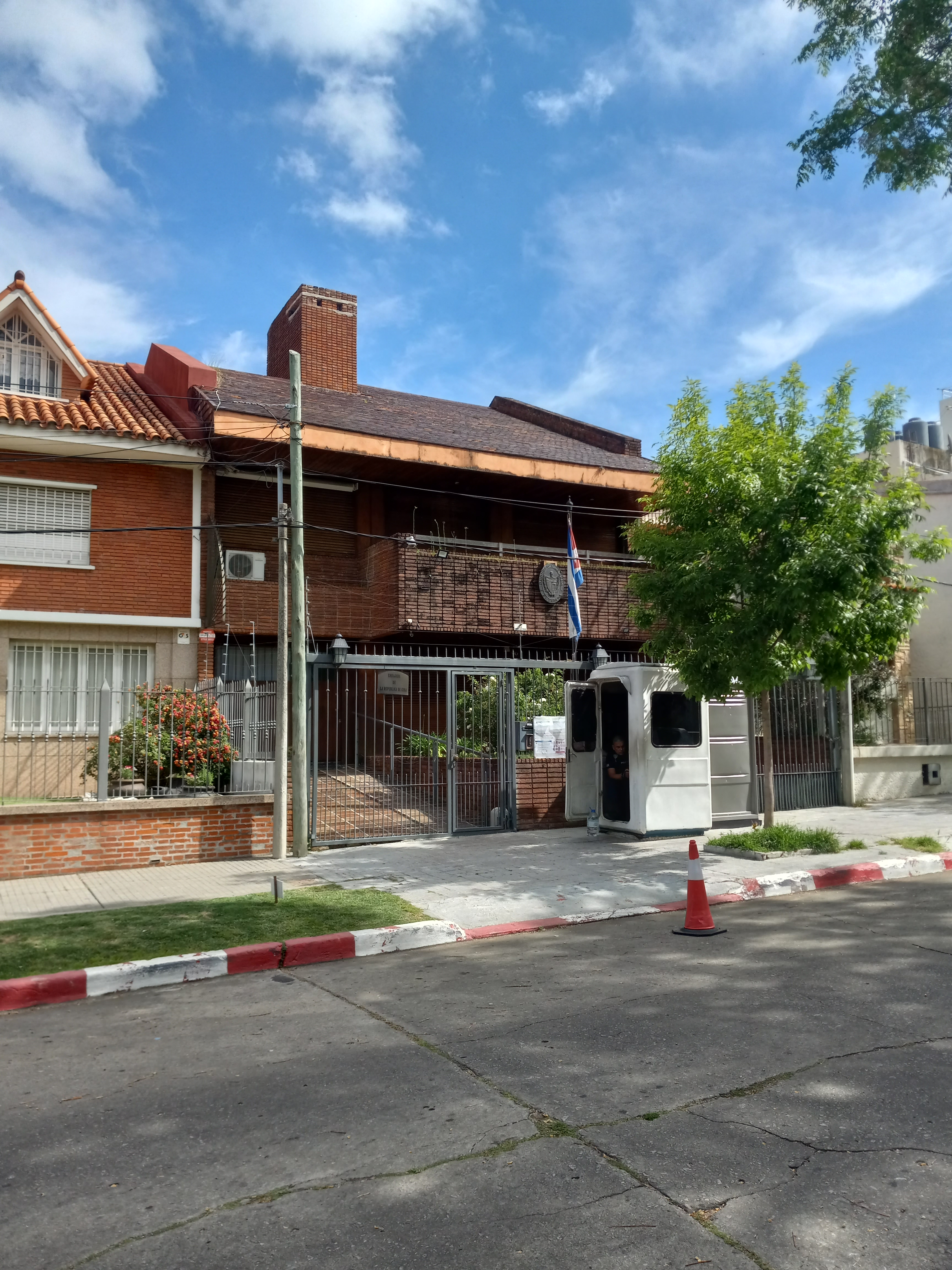
Ambassade à Montevideo.
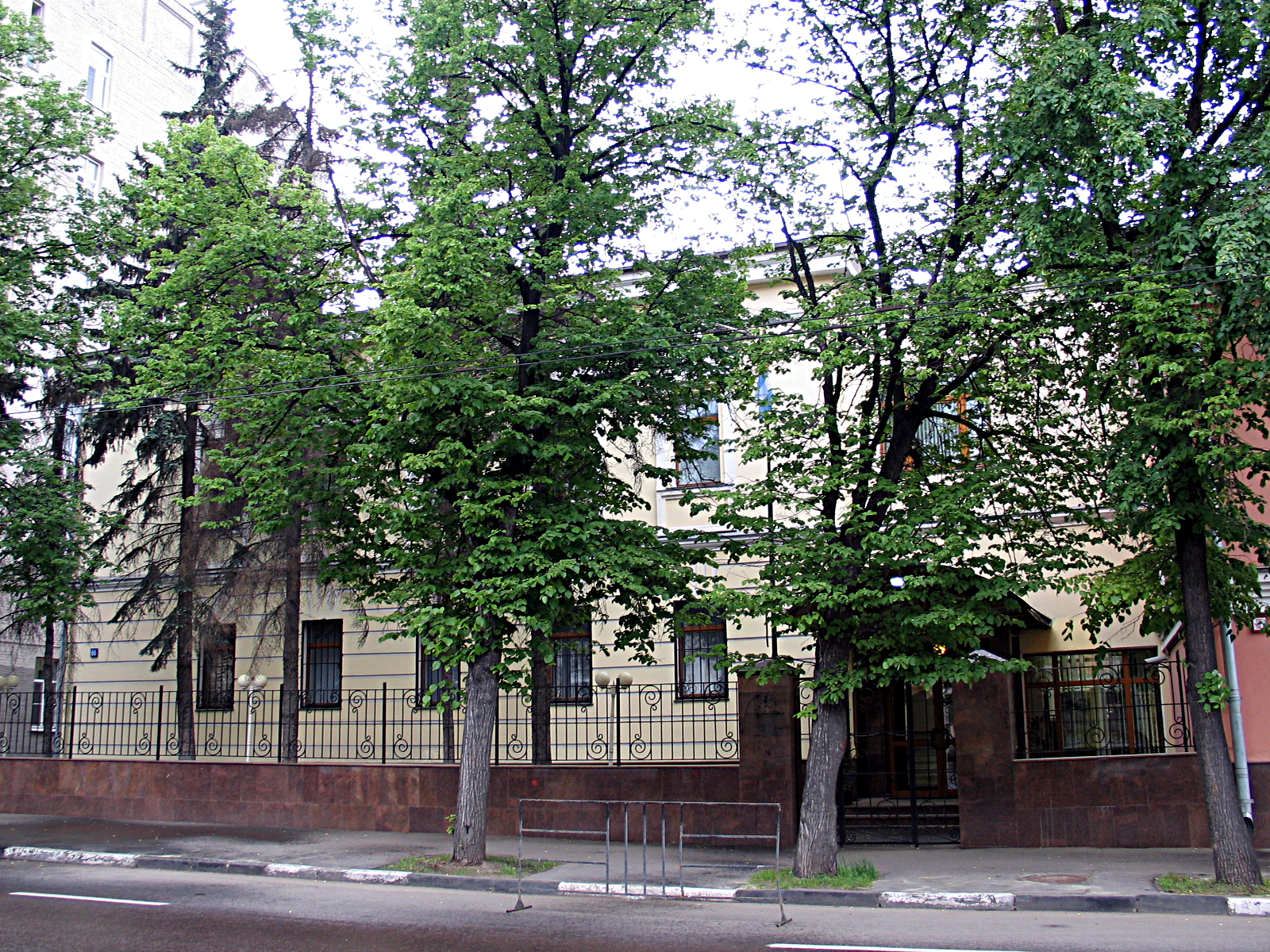
Ambassade à Moscou.
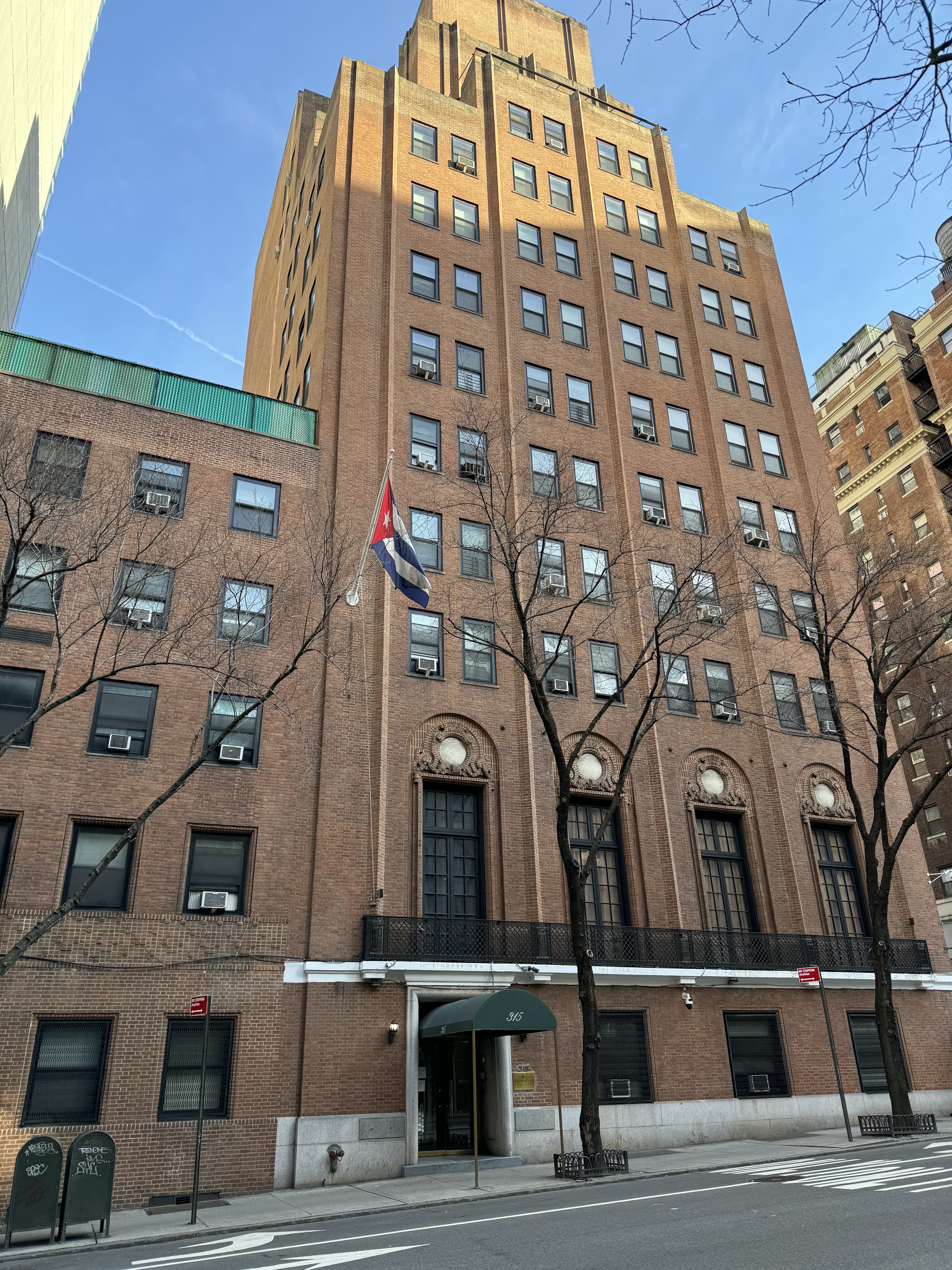
Mission Permanente auprès des Nations Unies à New York
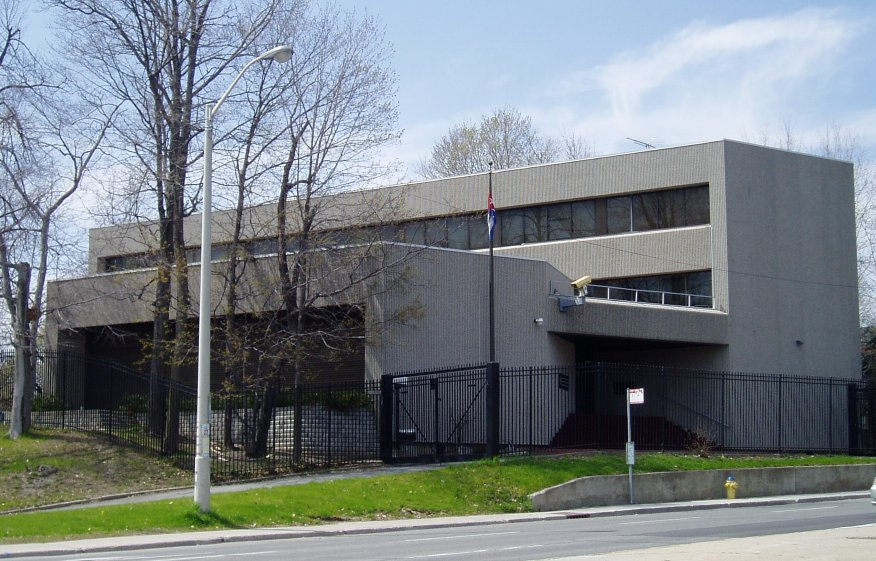
Ambassade à Ottawa.
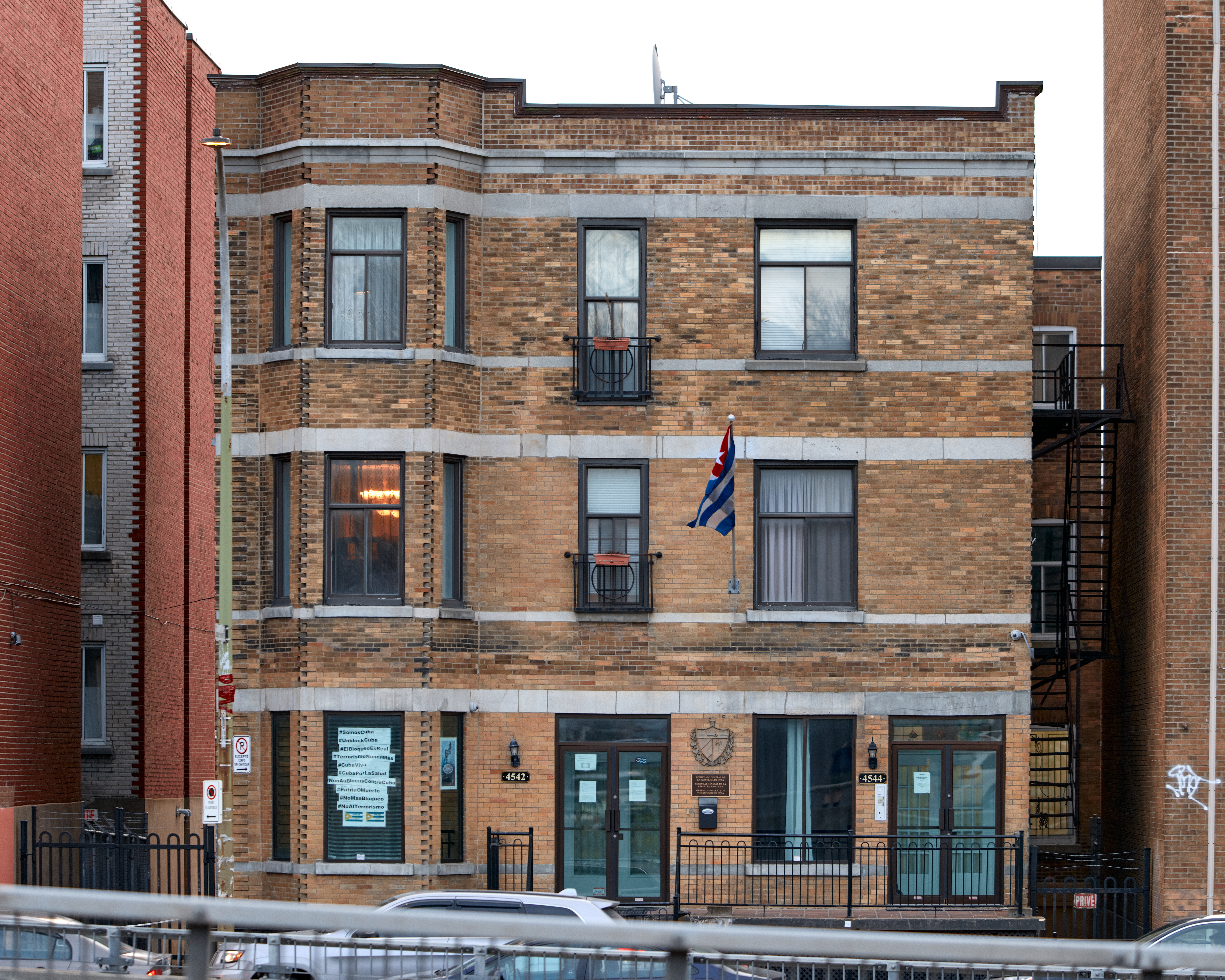
Consulat général à Montréal.
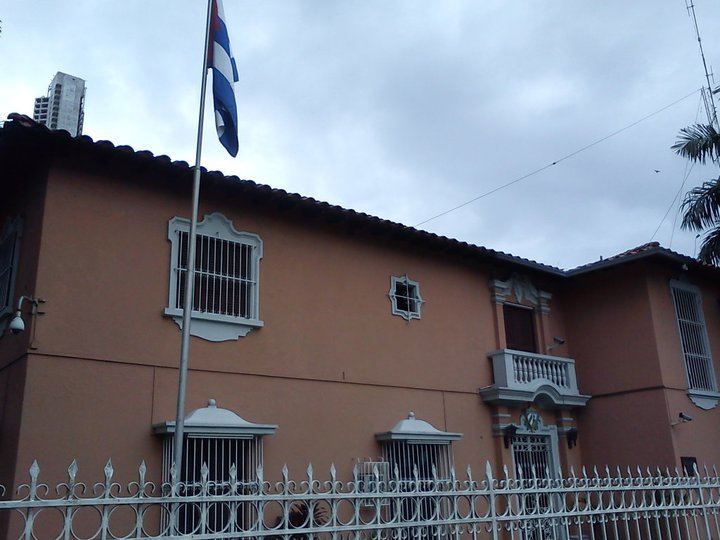
Ambassade à Panama ville.
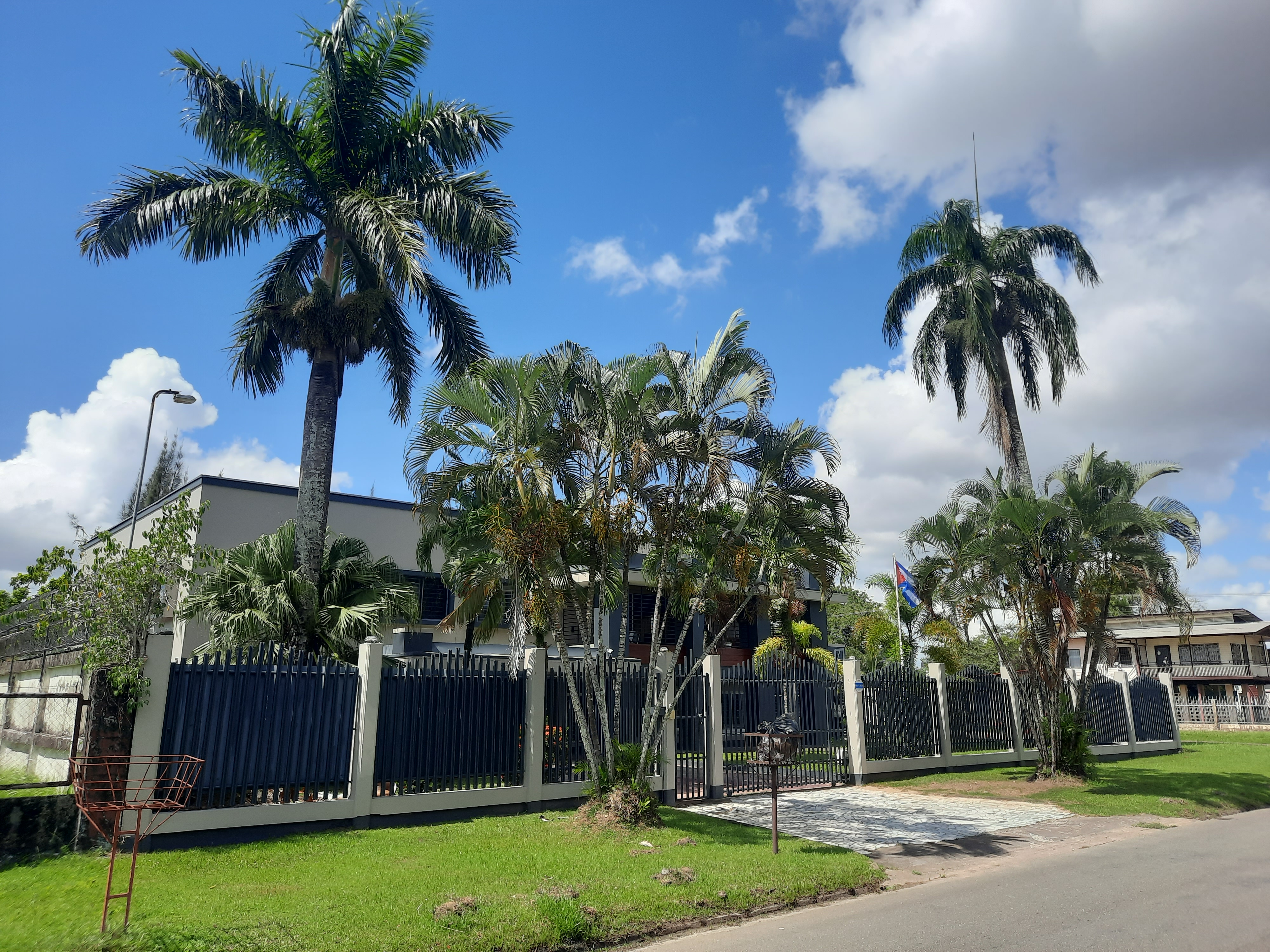
Ambassade à Paramaribo.
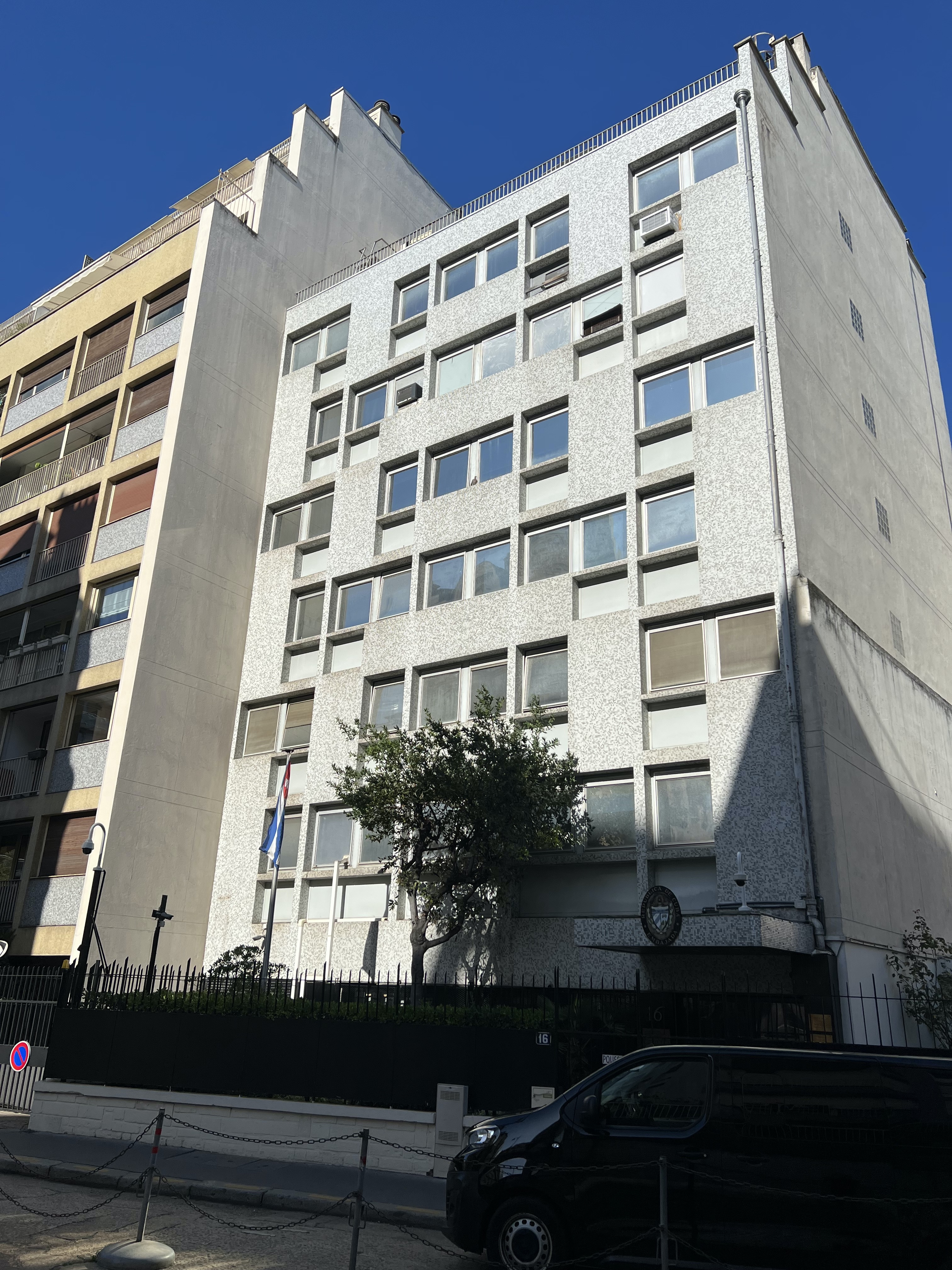
Ambassade à Paris.
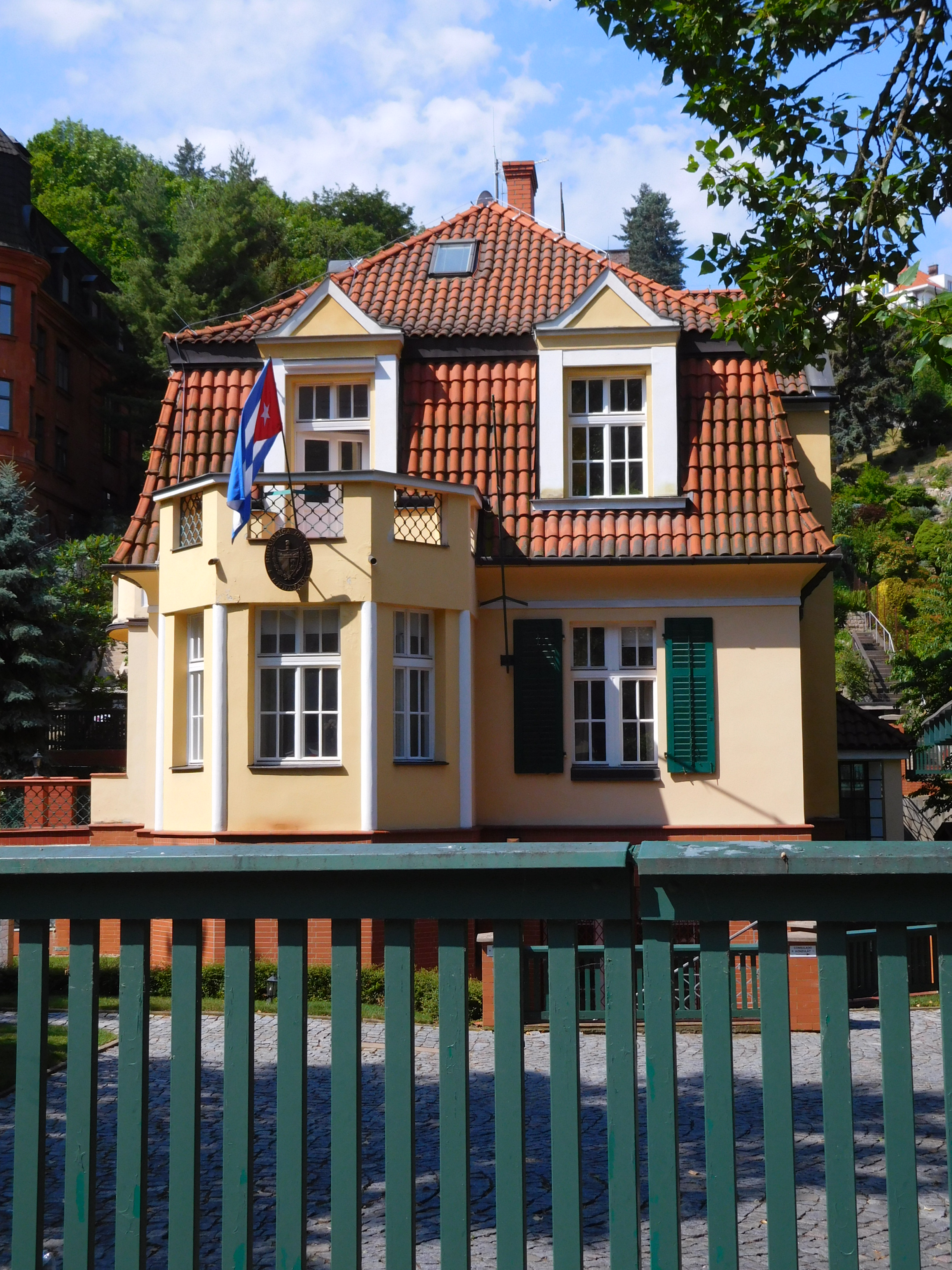
Ambassade à Prague.
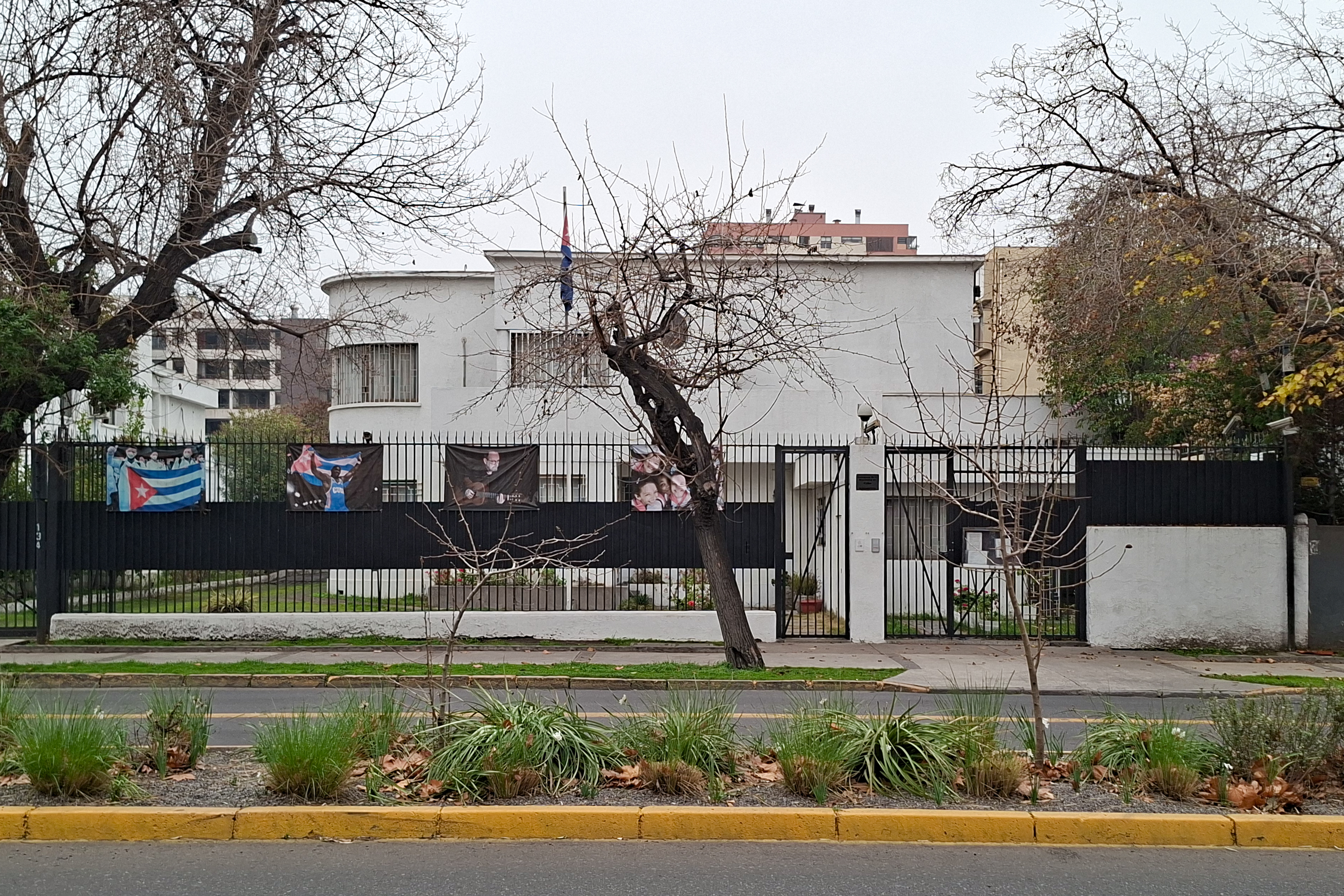
Ambassade à Santiago du Chili.
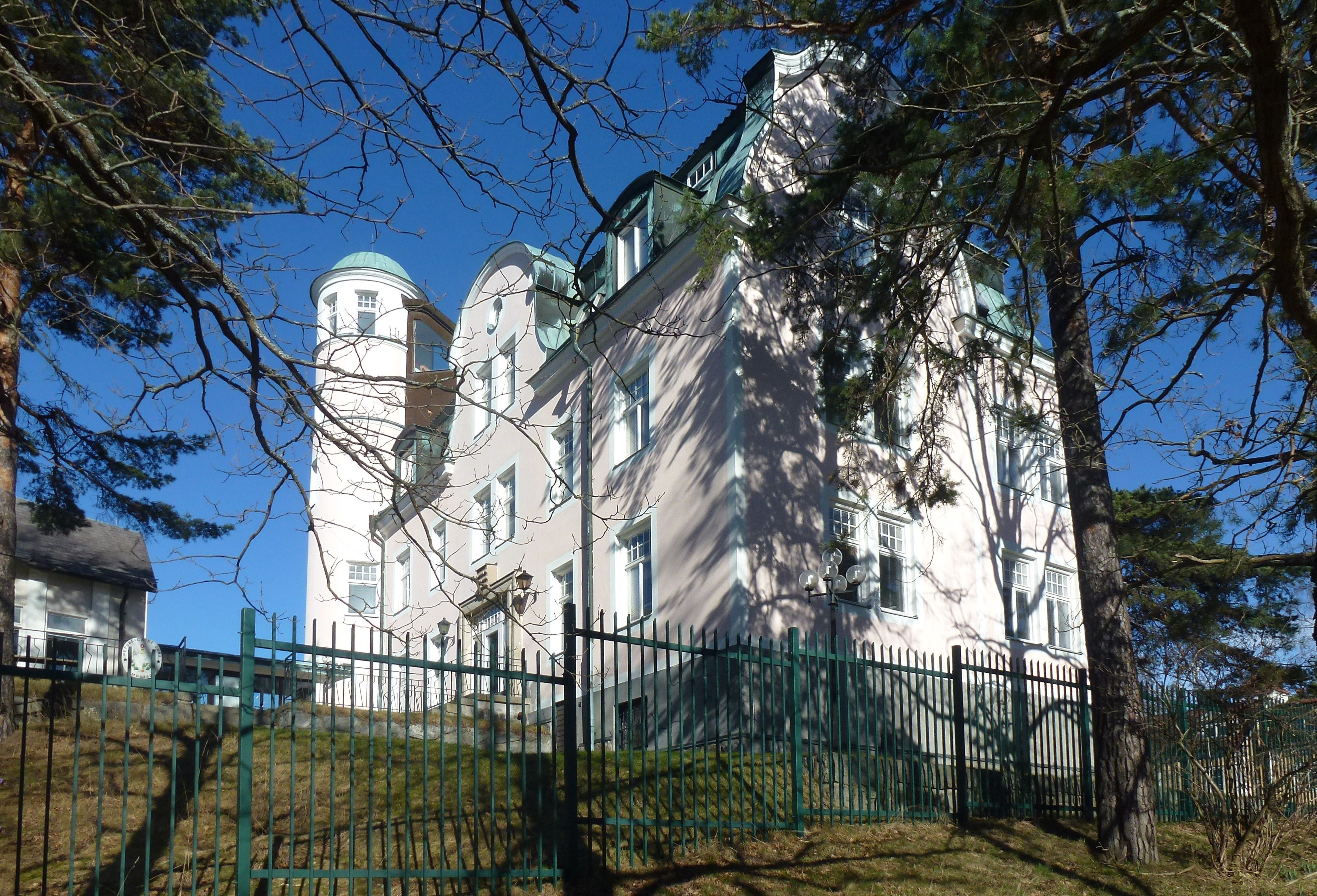
Ambassade à Stockholm.
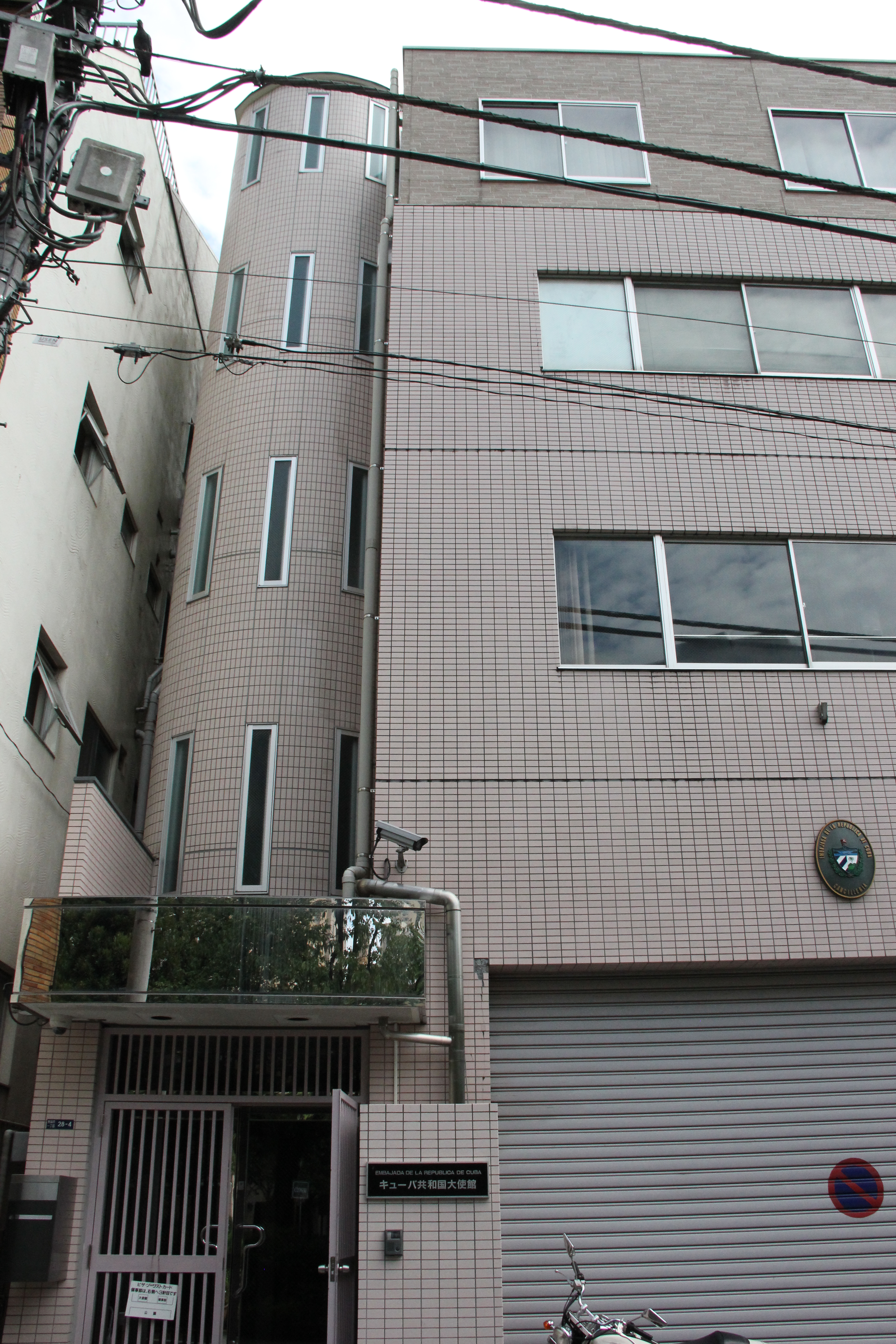
Ambassade à Tokyo.
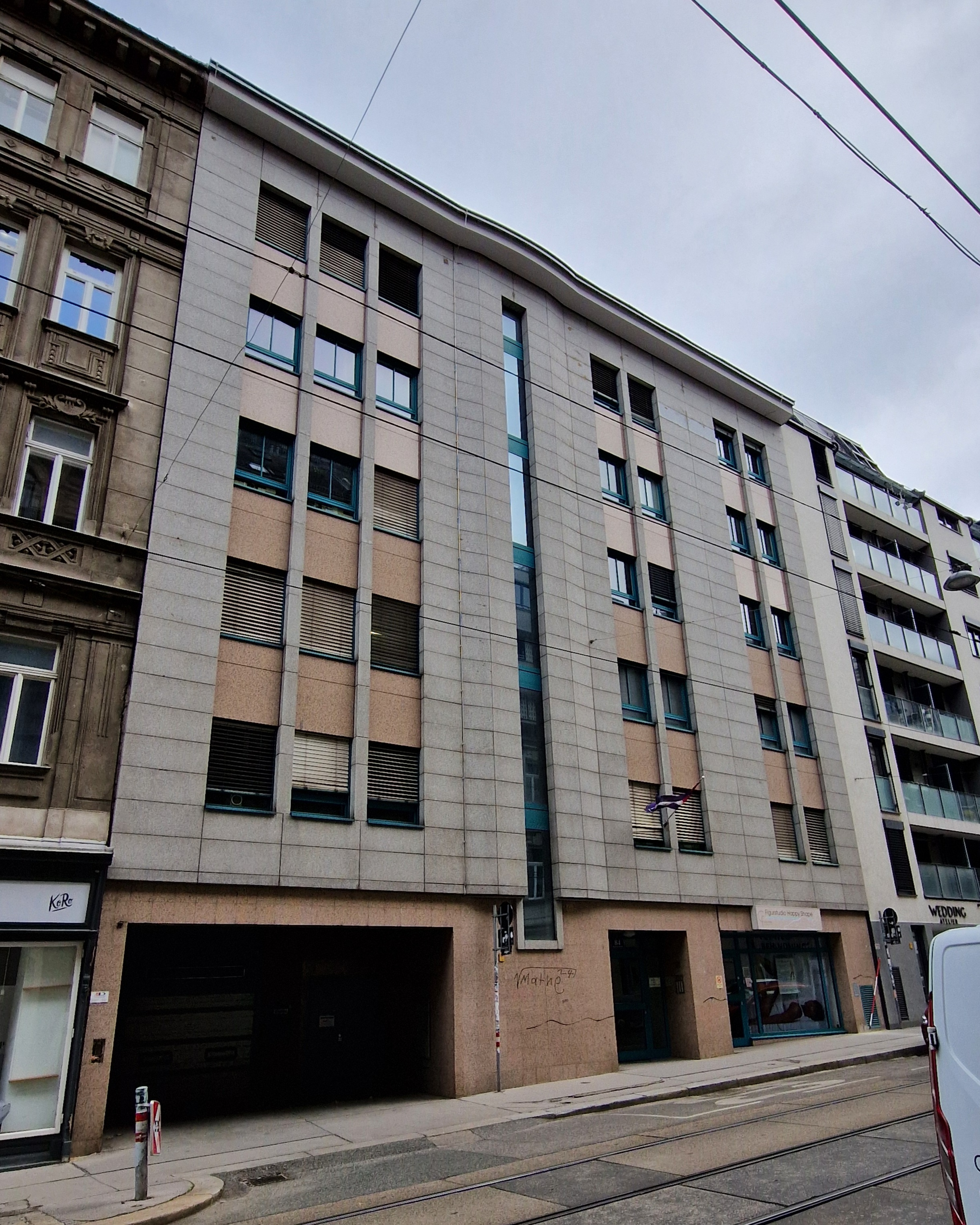
Ambassade à Vienne.
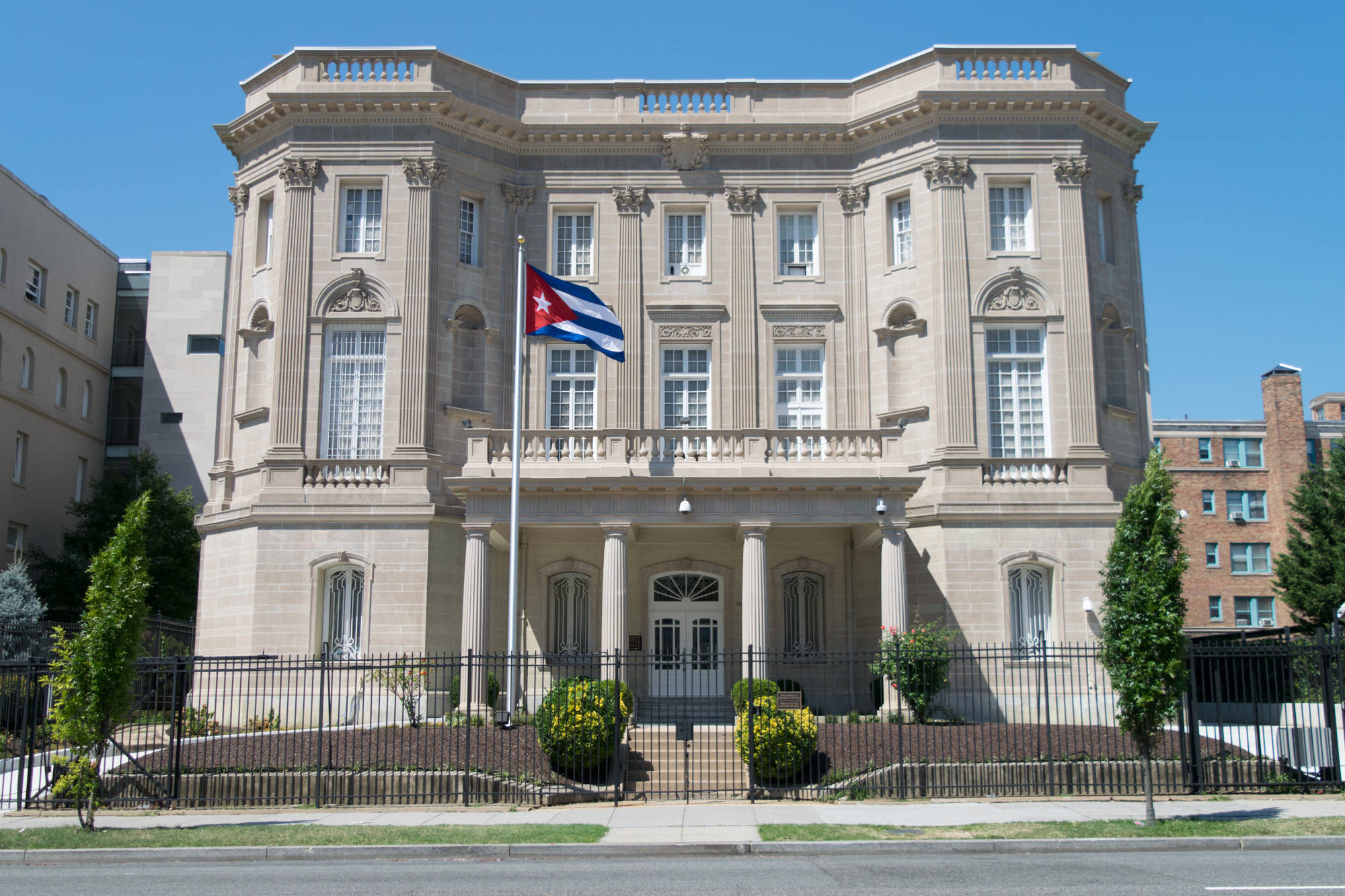
Ambassade à Washington.
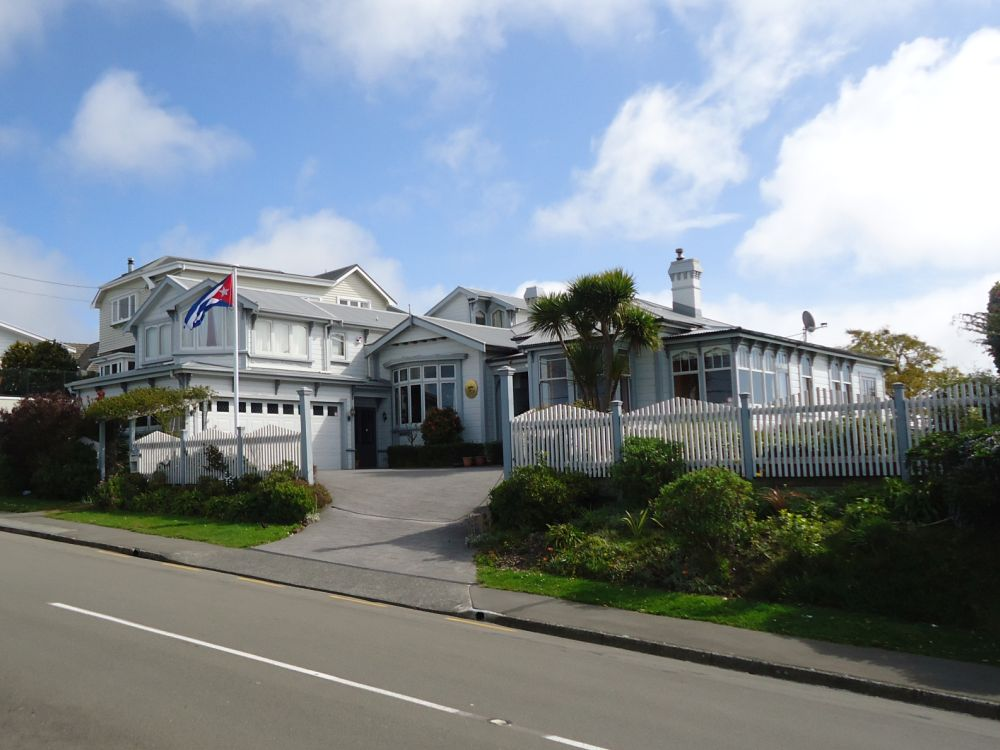
Ambassade à Wellington.